# White Crosses (single)
"White Crosses" is een single van de Amerikaanse punkband Against Me! en is de tweede single van het album White Crosses uit 2010. Het is alleen uitgegeven als een muziekdownload in het Verenigd Koninkrijk op 31 augustus 2010 via iTunes. De tweede track van de single bevat een akoestische versie van het nummer.

## Nummers
1. "White Crosses" - 3:36
2. "White Crosses" (akoestisch) - 3:48

## Band
- Laura Jane Grace - gitaar, zang
- James Bowman - gitaar, achtergrondzang
- Andrew Seward - basgitaar, achtergrondzang
- George Rebelo - drums